# Jon Almaas
Jon Almaas (Bærum, Noruega, 29 d'agost de 1967) és un presentador televisiu noruec conegut pel programa d'humor setmanal Nytt på nytt.

## Televisió
Jon Almaas va començar la seva carrera televisiva en el programa «Rik og berømt» a la cadena TV3 (Viasat) on va col·laborar amb Solveig Otnes. El 1999 començà com a presentador del programa Nytt på nytt a la cadena pública noruega NRK. El 2001 també col·laborà com a presentador al programa «Spellemannprisen», i el 2009 va liderar el programa anual Komiprisen, on es reparteixen premis a artistes de comèdia i humor.

## Llibres
- Slik blir du husets herre (2002)
- Bare så du vet det (2004)
- Den store norske TV-boka (2006)

## Premis
- Millor presentador masculí, Gullruten 2002
- Lytterprisen Riksmålsforbundet, 2002
- Millor presentador masculí, Gullruten 2003
- Millor presentador masculí, Gullruten 2011